# Liste antiker Ortsnamen und geographischer Bezeichnungen/Ac
| Lateinischer Name                 | Griechischer Name                              | Beschreibung                                                                                 | Heute                                                                   | Quellen und Verweise                                                                                          | Lage |
| --------------------------------- | ---------------------------------------------- | -------------------------------------------------------------------------------------------- | ----------------------------------------------------------------------- | --- | ---- |
| Acacesium                         |                                                |                                                                                              |                                                                         | Smith; |      |
| Acadera                           |                                                |                                                                                              |                                                                         | Smith; |      |
| Acalandrus                        |                                                |                                                                                              |                                                                         | Smith; |      |
| Acamas                            | Ἄκαμας (Akamas)                                | Halbinsel und Kap am nordwestlichen Ende von Zypern                                          |                                                                         | Smith; |      |
| Acanthus                          | Ἄκανθος (Akanthos)                             | Stadt auf der Halbinsel Chalkidike                                                           | bei Ierissos in Griechenland                                            | PECS; Smith (1);                                                                                              |      |
| Acanthus                          | Ἄκανθος (Akanthos)                             | Stadt im Nomos Memphites                                                                     | Dorf Dahschur in Ägypten                                                | Smith (2); |      |
| Acarnania                         |                                                |                                                                                              |                                                                         | Smith; |      |
| Acbunar                           |                                                | römisches Militärlager bei Troesmis in Moesia inferior                                       | Tulcea in Rumänien                                                      | PECS; |      |
| Acci                              | Ἄκκι (Akki)                                    | Stadt der Bastetaner in der Hispania Tarraconensis                                           | Guadix el viejo, nordöstlich von Granada in Spanien                     | Itin. Ant.; Plin. Nat. 3.3.4; PECS; Smith;                                                                    |      |
| Accua                             |                                                |                                                                                              |                                                                         | Smith; |      |
| Ace, Ptolemais                    | Ἄκη (Akē)                                      | Hafenstadt in der Bucht von Haifa                                                            | Akkon                                                                   | Smith; |      |
| Acelum                            |                                                | Stadt in Norditalien, westlich der Via Claudia Augusta                                       | Asolo in Venetien                                                       | PECS; |      |
| Acerrae                           | Ἀχέρραι (Acherrai)                             | kampanische Stadt der Sidiciner bzw. Samniten am Clanius                                     | Acerra                                                                  | Strab. 5.4.8; 11; Plin. Nat. 3.63; Liv. 23.17.7, 19.4, 27.3; Smith;                                           |      |
| Acerrae                           | Ἀχέρραι (Acherrai)                             | Stadt der Insubrer in der Gallia cisalpina                                                   | Pizzighettone in der Lombardei                                          | Pol. 2.34.4; Plut. Marc. 6; Strab. 5.4.8; Steph. Byz. s. v.; Tab. Peut. 4.2; Smith;                           |      |
| Acerrae Vafriae                   |                                                | Stadt der umbrischen Sarranates                                                              |                                                                         | Plin. Nat. 3.14.19; Smith;                                                                                    |      |
| Aces                              | Ἄκης (Akēs)                                    | Fluss im zentralasiatischen Choresmien                                                       | möglicherweise der Hari Rud                                             | Hdt. 3.117; Smith;                                                                                            |      |
| Acesines                          |                                                |                                                                                              |                                                                         | Smith; |      |
| Acesines                          |                                                |                                                                                              |                                                                         | Smith; |      |
| Acesta                            |                                                |                                                                                              |                                                                         | Smith; |      |
| Achaei                            |                                                |                                                                                              |                                                                         | Smith; |      |
| Achaia                            | Ἀχαία (Achaia)                                 | Landschaft an der Nordküste der Peloponnes                                                   |                                                                         | Smith; |      |
| Achaia                            | Ἀχαία (Achaia)                                 | römische Provinz, umfasste die gesamte Peloponnes und den größten Teil Griechenlands         |                                                                         | Smith; |      |
| Achaia                            | Ἀχαία (Achaia)                                 | thessalisches Siedlungsgebiet der Achäer                                                     |                                                                         | Smith; |      |
| Acharaca                          |                                                | Stadt in Karien, nahe bei Nysa am Mäander                                                    | Salavatlı in der Provinz Aydın in der Türkei                            | PECS; |      |
| Acharnae                          | Ἀχαρνάι (Acharnai)                             | Stadt in Attika                                                                              | Acharnes in Griechenland                                                | PECS; Smith;                                                                                                  |      |
| Acharrae                          |                                                |                                                                                              |                                                                         | Smith; |      |
| Achates                           | Ἀχάτης (Achatēs)                               | kleiner Fluss auf Sizilien, nach dem der Achat benannt wurde                                 | Carabi oder der Canitello                                               | Silius Italicus 14.228; Plin. Nat. 3.8.14, 37.10.54; Theophrast. de Lapid. 31; Vib. Seq.; Solin. 5.25; Smith; |      |
| Achelous                          | Ἀχελῷος (Achelōos)                             | längster und wasserreichster Fluss Griechenlands                                             | Acheloos (Fluss)                                                        | Smith; |      |
| Acherdus                          |                                                |                                                                                              |                                                                         | Smith; |      |
| Acherini                          |                                                |                                                                                              |                                                                         | Smith; |      |
| Acheron                           | Ἀχέρων (Acherōn)                               | Fluss in Epirus, in der Mythologie ein Fluss der Unterwelt                                   |                                                                         | Smith; |      |
| Acheron                           | Ἀχέρων (Acherōn)                               | Fluss in Elis, Nebenfluss des Alfios                                                         | Acheron                                                                 | Strab. 344; Smith;                                                                                            |      |
| Acheron                           | Ἀχέρων (Acherōn)                               | kleiner Fluss in Bruttium in der Nähe von Pandosia, dem heutigen Castrolibero                |                                                                         | Strab. 256; Just. 12.2; Plin. 3.5.10; Smith;                                                                  |      |
| Acherontia, Acheruntia, Aceruntia | Αχεροντία (Acherontia), Ἀχεροντίς (Acherontis) | kleine Stadt auf dem Monte Vulture zwischen Lukanien und Apulien                             | Acerenza                                                                | Smith; |      |
| Acherusia Palus                   |                                                |                                                                                              |                                                                         | Smith; |      |
| Acherusia Palus                   |                                                |                                                                                              |                                                                         | Smith; |      |
| Achetum                           |                                                |                                                                                              |                                                                         | Smith; |      |
| Achilla                           |                                                |                                                                                              |                                                                         | Smith; |      |
| Achilleos Dromos                  |                                                |                                                                                              |                                                                         | Smith; |      |
| Achilleum                         |                                                |                                                                                              |                                                                         | Smith; |      |
| Achillis Insula                   |                                                |                                                                                              |                                                                         | Smith; |      |
| Acholla, Achilla, Achulla         | Ἀχόλλα (Acholla)                               | Stadt in Byzacena                                                                            | beim Kap Ras Bou Tria, 45 km nördlich von Sfax an der tunesischen Küste | PECS; Smith;                                                                                                  |      |
| Achradus                          |                                                |                                                                                              |                                                                         | Smith; |      |
| Achris                            |                                                |                                                                                              |                                                                         | Smith; |      |
| Acila                             |                                                |                                                                                              |                                                                         | Smith; |      |
| Acimincum                         |                                                |                                                                                              |                                                                         | Smith; |      |
| Acincum                           |                                                |                                                                                              |                                                                         | Smith; |      |
| Acinipo                           |                                                |                                                                                              |                                                                         | Smith; |      |
| Aciris                            |                                                |                                                                                              |                                                                         | Smith; |      |
| Acis                              | Ἄκις (Akis)                                    | Fluss bei Acireale in Sizilien                                                               | Fiume di Jaci                                                           | Smith; |      |
| Acium                             |                                                |                                                                                              |                                                                         | Smith; |      |
| Acmonia                           |                                                |                                                                                              |                                                                         | Smith; |      |
| Acontia                           |                                                |                                                                                              |                                                                         | Smith; |      |
| Acontisma                         |                                                |                                                                                              |                                                                         | Smith; |      |
| Acoris                            |                                                |                                                                                              |                                                                         | Smith; |      |
| Acra Leuce                        |                                                |                                                                                              |                                                                         | Smith; |      |
| Acrae                             |                                                |                                                                                              |                                                                         | Smith; |      |
| Acrae                             | Ἄκραι (Akrai)                                  | Stadt in Sizilien, westlich von Syrakus                                                      | Palazzolo Acreide in Sizilien                                           | Smith; |      |
| Acraea                            |                                                |                                                                                              |                                                                         | Smith; |      |
| Acraephia                         | Ἀκραιφία (Akraiphia)                           | Stadt in Böotien                                                                             | Akraifnio in Griechenland                                               | PECS; Smith;                                                                                                  |      |
| Acragas                           |                                                |                                                                                              |                                                                         | Smith; |      |
| Acriae                            |                                                |                                                                                              |                                                                         | Smith; |      |
| Acridophagi                       |                                                |                                                                                              |                                                                         | Smith; |      |
| Acrilla                           |                                                |                                                                                              |                                                                         | Smith; |      |
| Acritas                           | Ακρίτας (Akritas)                              | Südspitze der messenischen Halbinsel auf der Peloponnes                                      | Kap Akritas                                                             | Smith; |      |
| Acritas                           | Ακρίτας (Akritas)                              | Kap und Siedlung auf der Halbinsel Mesothynien in Bithynien, an der Küste der Propontis      | Tuzla bei Istanbul                                                      | |      |
| Acroceraunia                      |                                                |                                                                                              |                                                                         | Smith; |      |
| Acrocorinthus                     |                                                |                                                                                              |                                                                         | Smith; |      |
| Acronius Lacus                    |                                                |                                                                                              |                                                                         | Smith; |      |
| Acroreia                          |                                                |                                                                                              |                                                                         | Smith; |      |
| Acrothoum                         |                                                |                                                                                              |                                                                         | Smith; |      |
| Acruvium                          |                                                | Stadt in Dalmatia                                                                            | Kotor an der Küste von Montenegro                                       | PECS; |      |
| Acte                              | Ἀκτή (Aktē)                                    | Landvorsprung, Halbinsel, Küstengebirge, insbesondere die Athos-Halbinsel                    |                                                                         | Smith; |      |
| Actium                            | Ἄκτιον (Aktion)                                | Halbinsel am Eingang des Ambrakischen Golfs in Epirus, Schauplatz der Seeschlacht bei Actium |                                                                         | PECS; Smith;                                                                                                  |      |